# Elymnias hicetina
Elymnias hicetina är en fjärilsart som beskrevs av Hans Fruhstorfer 1904. Elymnias hicetina ingår i släktet Elymnias och familjen praktfjärilar. Inga underarter finns listade i Catalogue of Life.